# Union Mills

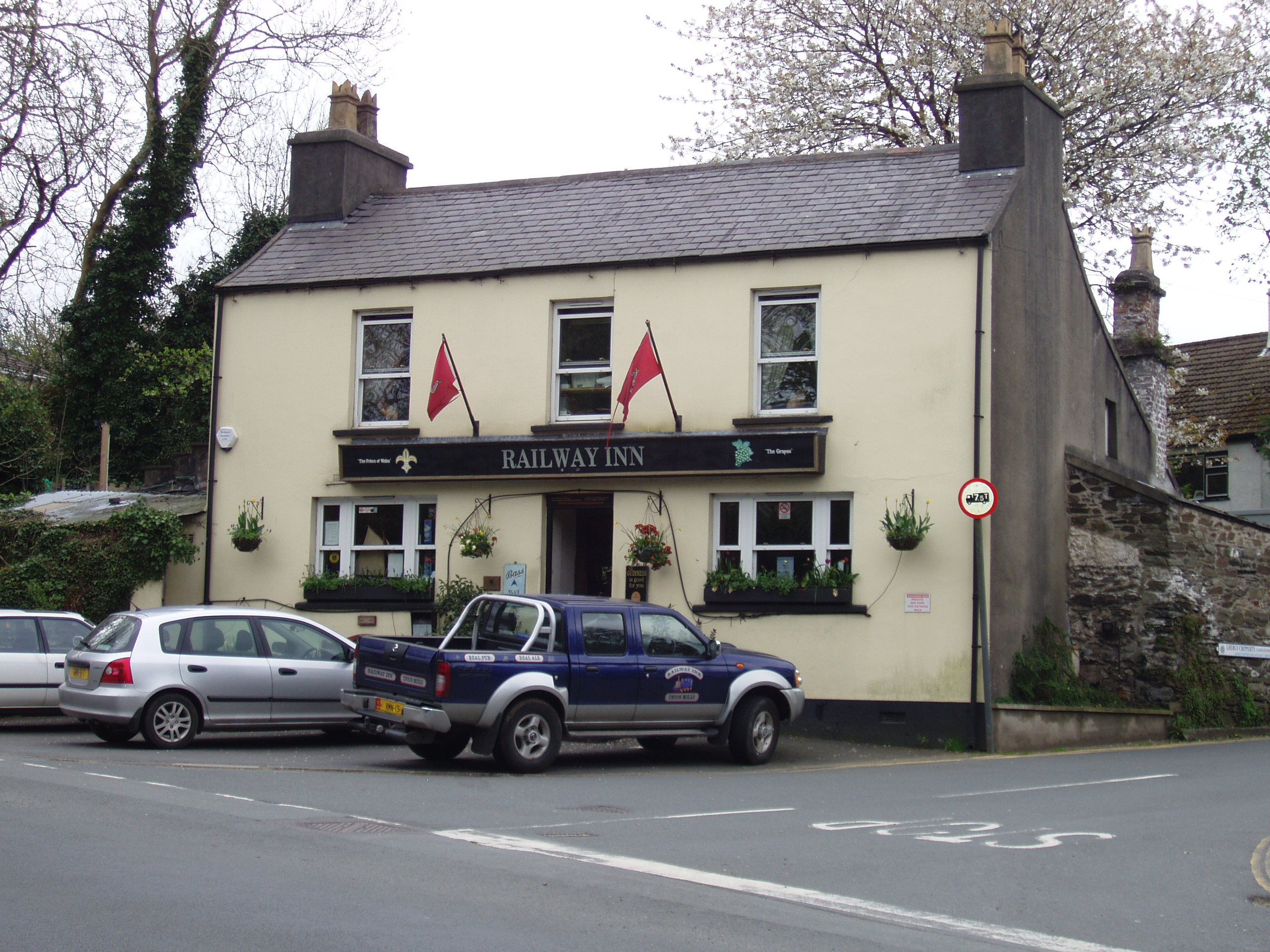
Le Railway Inn est un pub situé à l'angle des routes Lhergy Cripperty et Peel (A1) à Union Mills, sur l'île de Man.

Union Mills est un bourg de la paroisse de Braddan situé sur la route entre Douglas et Peel, sur l'île de Man.
Le nom de ce bourg apparaît en 1511 sous la forme Mullin Doway (« le moulin sur le gué noir »). En 1807, un deuxième moulin fut construit, par William Kelly. Celui-ci fonda une société du nom de « Flail and Fleece United ».

## Sports
Union Mills possède une équipe de football, dénommée Union Mills Football Club. Cette équipe évolue dans le championnat mannois.